# Giuseppe D'Alesi
Giuseppe D'Alesi (Polizzi Generosa, 1612 – Palermo, 22 agosto 1647) è stato un condottiero e rivoluzionario italiano.
Detto il Masaniello siciliano, fu il principale promotore dei moti rivoltosi di Palermo del 1647 contro il viceré spagnolo del Regno di Sicilia.

## Gioventù e primi moti
Nato a Polizzi Generosa ma si trasferì giovanissimo a Palermo dove imparò il mestiere di battiloro, in città divenne subito molto noto per la sua bravura nel lavoro ma anche per l'abilità nell'utilizzo delle armi e per il fisico possente.
Partecipò ai disordini cittadini del maggio 1647 comandati da Nino La Pelosa, ma a causa dell'insuccesso della ribellione venne arrestato, anche se riuscì ad evadere e a trovare momentaneo rifugio a Napoli, dove assistette ai moti popolari comandati da Tommaso Aniello (detto Masaniello).

## I moti dell'agosto 1647
Dopo i moti di Napoli decide di tornare di nascosto a Palermo dove, il 12 agosto di quell'anno, riunì i capi delle corporazioni popolari e si fece promotore della rivolta contro gli Spagnoli. Ad una riunione da lui indetta parteciparono: Giacomo Conti; Antonino Perello e Matteo Di Liberto capi dei pescatori; Pietro Pertuso capo dei lettighieri, Giuseppe Errante, Francesco Daniele e Gian Battista dell'Aquila capi dei conciatori. D'Alesi fece leva sulla miseria dei cittadini, particolarmente sentita quell'anno a causa della carestia che aveva travolto la Sicilia e per le forti gabelle imposte dal viceré, e incitò al grido "Popolo, feccia del mondo, chi sarà che ti guidi?" Tramite sorteggio vennero scelti tre capi, lo stesso D'Alesi, Giuseppe Errante e Gian Battista dell'Aquila, i quali decisero di rapire il 15 agosto il viceré di Sicilia Pedro Fajardo de Zúñiga y Requeséns, V marchese di Los Vélez, che sarebbe andato in pellegrinaggio al santuario di Gibilrossa, per poter ricattare i reali di Spagna.
Due spie rovinano i piani dei rivoltosi ed alcuni di essi vennero anche arrestati. Giuseppe D'Alesi, a capo di un folto gruppo di cittadini armati, si recò al palazzo reale per chiedere l'immediato rilascio degli uomini arrestati. Il viceré, per evitare una rivolta popolare, decise di accogliere la richiesta. Questo non placherà comunque gli animi, infatti i rivoltosi nominarono D'Alesi Capitano Generale ed insieme a lui assaltarono le armerie governative armando sempre più uomini. I rivoltosi riuscirono anche ad impossessarsi di alcuni cannoni e con questi partirono all'assalto del palazzo reale riuscendo a conquistarlo e costringendo il viceré alla fuga via mare. Durante questi moti morì anche il pittore Pietro Novelli, anch'egli tra i rivoltosi.
Preso possesso del palazzo e catturati i soldati rimasti, D'Alesi ordinò di non distruggere nulla e di risparmiare anche le case dei nobili amici del viceré per evitare di inimicarseli. Inoltre si occupò di ristabilire l'ordine nell'isola vietando i saccheggi e le uccisioni, si preoccupò anche di preservare il Banco Pubblico (l'unica banca isolana) che poté riaprire immediatamente. Riuscì a ottenere la temporanea abolizione delle gabelle, ma proprio questo successo rappresentò l'inizio della sua fine: con il raggiungimento di questo obiettivo infatti il "partito lealista" giudicava finita la sua esperienza politica.
I nobili riorganizzarono le loro file e, con la complicità di numerose maestranze preoccupate per il peggioramento della situazione economica, riuscirono a catturare e far uccidere D'Alesi (22 agosto), facendo successivamente scudo agli spagnoli che tornarono a prendere possesso della città.
Le vicende di D'Alesi sono raccontate da Nino Savarese nel suo romanzo Il capo popolo, una delle più grandi opere del rondismo siciliano.